# Gliese 570
Gliese 570 es un sistema estelar triple situado a 19,2 años luz del sistema solar en la constelación de Libra. El sistema se compone de una enana naranja —la estrella principal—, un sistema binario de dos enanas rojas y una enana marrón más alejada. Se localiza al suroeste de Zubenelgenubi (α Librae) y al noroeste de Brachium (σ Librae). Es la estrella más cercana nosotros dentro de la constelación de Libra. 

## Gliese 570 A
Gliese 570 A (HD 131977 / HR 5568 / LHS 387), la estrella primaria del sistema, es una enana naranja de tipo espectral K4V con una temperatura de 4622 K.
Tiene una masa de 0,78 masas solares y su radio es un 27 % más pequeño que el del Sol.
Su período de rotación es inferior a 17 días.
Brilla con una luminosidad equivalente al 21 % de la luminosidad solar y tiene una metalicidad —basada en la abundancia relativa de hierro— similar a la solar ([Fe/H] = +0,03).
Es una variable BY Draconis cuyo brillo fluctúa 0,04 magnitudes, recibiendo la denominación, en cuanto a estrella variable, de KX Librae.

### Gliese 570 Ab
Gliese 570 Ab fue la denominación de un hipotético planeta extrasolar en órbita alrededor de Gliese 570 A. El planeta fue conjeturado por Martin Kürster en 1998, siendo posteriormente refutado en 2000.

## Gliese 570 BC
Gliese 570 BC es un sistema binario formado por dos enanas rojas que completan una vuelta alrededor del centro de masas común casa 308,88 días. Gliese 570 B (HD 131976 / LHS 386) se mueve a una distancia media de 0,31 UA respecto al centro de masas BC, mientras que Gliese 570 C se mueve a 0,48 UA del mismo.
Gliese 570 B tiene tipo espectral M1.5V y una temperatura efectiva de 3500 K, siendo su luminosidad igual al 6 % de la luminosidad solar.
Su radio equivale a 2/3 partes del radio solar y tiene una masa de 0,59 masas solares.
Gliese 570 C, más tenue, es de tipo M3V y es 3 veces menos luminosa que su compañera.
Su temperatura efectiva es de 3270 K y su radio equivale al 43 % del que tiene el Sol.
Tiene una masa de 0,39 masas solares.
El par está separado de Gliese 570 A unas 190 UA, completando una órbita cada 2130 años; sin embargo, una relevante excentricidad orbital (ε = 0,20) hace que la separación entre A y el par BC varíe entre 227 y 181 UA; el último periastro tuvo lugar en 1689.

## Gliese 570 D
Gliese 570 D, el objeto más alejado del sistema, ha sido observado a más de 1500 UA del sistema triple, lo que implica que su período orbital es superior a 43 000 años.
Es una enana marrón de metano con una temperatura de solo 500 °C. Su masa se estima en 50 ± 20 veces la masa de Júpiter, estando catalogada como de tipo T7-8V.
Su edad se estima entre 2000 y 5000 millones de años.